# Кантон Во
Кантон Во (скраћеница VD, фр. Le Canton du Vaud) је кантон на југозападу Швајцарске. Главни град је Лозана.

## Природне одлике
Кантон Во се простире између Женеве и француске границе на западу, до кантона Берн и Фрибур на истоку. На југу је Женевско језеро са релативно уским приморјем, а на северу Нешателско. Између ова два језера налази се део Швајцарске висоравни, који је „жила-куцавица“ кантона. То је густо насељен и развијен део кантона, а ту је и главни град, Лозана. Крајње источни део окруаг је изразито планински - Бернски Алпи. Највиши врх, који се налази овде, је на 3.210 метара. На крајњем западу пружају се планине Јуре. Површина кантона је 3.212 km².

## Окрузи
1. Број-Вули - седиште Пајерн,
2. Гро д'Во - седиште Ешал,
3. Егл - седиште Егл,
4. Уест Лозаноа - седиште Рен,
5. Јура-Нор Водуа - седиште Ивердон ле Бен,
6. Лозана - седиште Лозана,
7. Лаво-Оро - седиште Кули,
8. Морж - седиште Морж,
9. Нион - седиште Нион,
10. Ривијер-Пеји-д'Ено - седиште Вевеј.

## Становништво и насеља
Кантон Во је имао 688.245 становника 2008. г.
У кантону се говори француски језик. Становништво је традиционално протестантско, али бројно досељавање је променило слику, па данас протестанти чине 40%, а римокатолици 34% кантоналног становништва. Странци чине 29% становништва. Наталитет је веома низак и поред високог стандарда.
Највећи градови су:
- Лозана, 122.000 ст. - главни град кантона
- Ивердон ле Бен, 26.000 ст.
- Монтре, 24.000 становника.
- Нион, 18.000 становника.

## Привреда
Главне привредне гране су: финансије, телекомуникације и туризам. Пољопривреда прима високе субвенције (производња вина, дувана, шећера).
Познати швајцарски и светски прехрамбени бренд "Нестле" има седиште у граду Вевеј у кантону Во.

## Галерија слика
- Лозана, главни град кантона
- Управа "Нестлеа“ у Вевеју
- Монденски Монтре
- Виногради поред Леманског језера